# Chlorostilbon elegans
A chloristilbon elegans a madarak osztályának sarlósfecske-alakúak rendjébe és a kolibrifélék családjába tartozó kihalt faj.

## Előfordulása
Jamaica és a Bahama-szigetek területén élt.